# São Caetano Futebol
São Caetano Futebol, conhecido anteriormente como Associação Desportiva São Caetano, é um clube de futebol brasileiro da cidade de São Caetano do Sul, no ABC Paulista, região metropolitana do estado de São Paulo. Fundado dezembro de 1989, é apelidado popularmente como "Azulão", já que utiliza uniformes da cor azul.
O clube manda suas partidas no Estádio Municipal Anacleto Campanella, cuja capacidade é para pouco menos de 17 mil torcedores. Seus maiores rivais são o Santo André e o São Bernardo, ambos também da região do ABC Paulista.
Os maiores momentos de sua história foram vividos na primeira metade da década de 2000, quando o clube sagrou-se duas vezes vice-campeão do Campeonato Brasileiro (em 2000 e 2001) e quando também foi vice da Copa Libertadores da América de 2002 pro Olímpia. Sua principal conquista no futebol profissional é o Campeonato Paulista de 2004.
Em Novembro de 2022 o São Caetano é colocado em leilão por R$ 90 milhões. Em fevereiro de 2023, o leilão do clube é cancelado após a justiça liberar o presidente Manoel Sabino Neto que foi preso durante investigação da polícia federal por suspeita de lavagem de dinheiro ao cargo. Em maio de 2023, Manoel Sabino Neto passou o comando do São Caetano para o empresário Jorge Machado.

## História
Um grupo de pessoas ligadas a São Caetano do Sul, liderados pela família Tortorello, resolve reerguer o futebol na cidade, que já havia passado por boas fases com o São Caetano Esporte Clube (anos 1930), a Associação Atlética São Bento (anos 1950) e o Saad Esporte Clube (anos 1970), todos ex-integrantes da elite do futebol paulista. Primeiro, o grupo utilizou o nome da Sociedade Esportiva Recreativa União Jabaquara, clube de São Caetano que atendia à principal exigência da FPF (Federação Paulista de Futebol): ter disputado campeonatos nos últimos três anos. Uma vez filiado, o nome mudou para Associação Desportiva São Caetano.
As cores azul e branco neve foram adotadas devido à bandeira da cidade. O escudo do São Caetano foi desenhado por Waldemar Zambrana. O time entrou em campo pela primeira vez em jogos oficiais no dia 18 de março de 1990, pela Terceira Divisão do Campeonato Paulista, empatando com o  Comercial de Registro em 1–1. O atacante Taloni foi o autor do primeiro gol oficial da história do São Caetano.
O São Caetano era apenas mais uma equipe pequena no Brasil até participar da Copa João Havelange em 2000. Entrou no torneio no Módulo Amarelo, equivalente à segunda divisão nacional. Um ano antes, em 1999, disputou a Campeonato Brasileiro de Futebol - Série B, liderou com folga a primeira fase do campeonato, mas caiu diante do Santa Cruz.
Na Copa João Havelange, o time conseguiu o Vice-Campeonato do Módulo Amarelo, perdendo para o Paraná. A conquista deu ao clube acesso ao mata-mata decisivo da competição, e a chance de encarar os "grandes" do futebol brasileiro. O primeiro adversário foi o Fluminense. Após empatar por 3–3 o jogo de ida, no Parque Antártica, o clube foi ao Rio de Janeiro e eliminou o tricolor carioca, com uma vitória por 1–0, gol do atacante Adhemar, em pleno Maracanã lotado, com mais de 70.000 torcedores. Posteriormente, o clube perderia o título brasileiro para o Vasco, no Maracanã depois de eliminar grandes equipes, como Palmeiras, Grêmio e o próprio Fluminense. Nascia ali a carreira do São Caetano como um clube "de chegada", referendada com o 2º lugar no Campeonato Brasileiro de 2001.
Em 2002, o São Caetano teve o maior feito de sua história, ao ser vice-campeão da Copa Libertadores da América. Eliminado grandes equipes na campanha, chegou na final contra o Olimpia, do Paraguai, que vivia o ano de seu centenário.
O Azulão venceu o primeiro jogo da final por 1–0 no Defensores del Chaco em Assunção, mas perdeu o    jogo de volta em São Paulo, no estádio do Pacaembu, onde o São Caetano abriu o placar, mas tomou 2–1 no segundo tempo e acabou perdendo nos penâltis.
Em 2004, o clube conquistou seu primeiro título de primeira divisão, o Campeonato Paulista, sob o comando de Muricy Ramalho. Outro destaque em 2004 foi a participação do São Caetano na Copa Libertadores. O time foi segundo colocado em seu grupo, passou pela repescagem e pelas oitavas-de-final até ser eliminado nas quartas-de-final pelo Boca Juniors na Argentina, após uma emocionante disputa de pênaltis.
Serginho estava jogando em uma partida pelo Campeonato Brasileiro contra o São Paulo, no Estádio do Morumbi em 27 de outubro de 2004 quando sofreu um ataque cardíaco aos quinze minutos do segundo tempo da partida. Depois que ele caiu no gramado, o ex-jogador Grafite, não percebeu e tropeçou em Serginho. Ele morreu no hospital quarenta minutos mais tarde (oito dias após completar trinta anos). O corpo de Serginho foi velado e sepultado no Cemitério do Vale da Saudade, em Coronel Fabriciano, cidade onde cresceu em Minas Gerais. O São Caetano foi punido em 24 pontos, o equivalente a oito vitórias no campeonato, porém o time não foi rebaixado por causa da perda de pontos.
Em 2005, o time não repetiu as campanhas brilhantes do passado, ficando em 5º lugar no Paulistão, sendo eliminado pelo Treze na Copa do Brasil e ficando em 18º lugar no Brasileirão, escapando do rebaixamento na última rodada, fato que ocorreria em 2006 com a queda do clube para a Série B de 2007.
Em 2007, com o comando de Dorival Júnior, o São Caetano estava dando a volta por cima, pois chegou a final do Campeonato Paulista, depois de eliminar nas semifinais o São Paulo, então o campeão brasileiro, em uma partida impecável em pleno Morumbi. Na final, no primeiro jogo, contra o Santos, no dia 29 de abril, o São Caetano ganhou por 2–0, podendo perder o segundo jogo por 1 gol de diferença ou empatar para ganhar o título. Mas no jogo de volta, o Santos conseguiu igualar o placar anterior, fazendo um resultado de 2–0, o que fez o time do litoral conquistar o Campeonato Paulista de 2007 em função do regulamento. Após as constantes trocas de técnicos, sendo o último Amauri Knevitz na Série B, o São Caetano não conseguiu repetir o mesmo desempenho e ficou em 10º lugar.
Em 2008, com o comando do técnico Pintado, o São Caetano faz a sua melhor campanha na Copa do Brasil, passando pela primeira vez da 2ª fase, chegando às quartas de final até ser eliminado pelo Corinthians, que seria vice-campeão do torneio.
Em 2010, com o comando de Roberto Fonseca, após uma campanha mediana no Paulistão 2010, ficando na 8ª colocação, o São Caetano consegue a classificação para o Campeonato Paulista do Interior, onde derrotou o Oeste na semifinal por 3–1 em casa. Na final, derrotou o Botafogo-SP por 1–0 em casa, podendo empatar o 2º jogo para levar o título inédito, mas o Botafogo-SP acabou igualando o placar do primeiro jogo, e por causa de sua melhor colocação no campeonato, o São Caetano acabou sendo vice-campeão do interior.
Após quase cair para a Série C do Campeonato Brasileiro em 2011, se salvando na última rodada, o São Caetano surpreende ao realizar uma bela campanha na Série B de 2012 quase conseguindo o acesso, terminando na 5ª colocação, com a mesma pontuação de Atlético-PR e Vitória, 3º e 4º colocados respectivamente.
Porém em 2013, a história foi o contrário de 2012. Mesmo com a contratação do pentacampeão Rivaldo, o time fez campanhas horríveis nas principais competições, sendo rebaixada para a Série A2 do Campeonato Paulista e para a Série C do Campeonato Brasileiro. Na Copa do Brasil foi eliminado logo na 1ª fase, porém na Copa Paulista fez uma boa campanha jogando com o time B, caindo nas quartas-de-finais.
Em 2014, o time continuou com a mesma má fase de 2013, se salvando do rebaixamento para a Série A3 do Campeonato Paulista na última rodada. Porém a equipe não teve a mesma sorte na Série C do Campeonato Brasileiro, quando foi rebaixada para a Série D, eliminados pelo Santo André em pleno Anacleto.
Na Série D 2015, o clube fez uma boa campanha durante o campeonato, terminando na liderança os blocos que disputou. Porém no mata-mata, a equipe ficou a 1 vitória para o acesso a Série C de 2016, perdendo para o Botafogo-SP por 2 a 1 de virada no jogo de ida fora de casa e empatando em 0 a 0 no jogo de volta.
Em 2017, com uma bela campanha na Série A2, o São Caetano voltou a Série A1 do Campeonato Paulista de 2018, passando pelo Rio Claro, na semifinal e sagrando-se campeão após vencer o Bragantino por 2–1.
Em 2018, fez uma boa campanha no Campeonato Paulista de 2018 chegando às quartas de finais, vencendo o São Paulo por 1–0 na ida em casa e sendo eliminado na volta perdendo por 2–0 fora de casa. Por essa boa campanha no torneio, conseguiu voltar ao cenário nacional, conseguindo uma vaga no Campeonato Brasileiro Série D de 2019.
Após uma boa campanha no Campeonato Paulista em 2018, tendo conquistado uma vaga na Série D 2019, as expectativas em torno do São Caetano para a temporada 2019 eram grandes, tendo o time anunciado diversos reforços, como o atacante Rafael Marques. Porém, a campanha do Azulão foi péssima, e precisando de uma vitória na última rodada contra o São Paulo, empatou em 1x1, sendo rebaixado à Série A2 de 2020, apenas dois anos após o acesso. No mesmo ano, porém, o time se redimiu ao conquistar o inédito título da Copa Paulista, derrotando o XV de Piracicaba na decisão e garantindo vaga na Série D do Campeonato Brasileiro do ano seguinte.
No dia 22 de abril de 2020, o São Caetano chegou a anunciar sua desistência da disputa da Série D devido a problemas financeiros enfrentados durante a pandemia do novo coronavírus, o que foi considerado abandono por parte da CBF, já que qualquer time que quisesse abrir mão de disputar o torneio tinha até 13 de março para anunciar essa decisão para outro time poder disputar a competição em seu lugar. Em 6 de maio, no entanto, a diretoria do time voltou atrás e anunciou a participação do São Caetano na quarta divisão nacional.
No mesmo ano, o time foi campeão da Série A-2 do Campeonato Paulista, ao derrotar o São Bento por 4 a 3 nos pênaltis, no estádio Anacleto Campanella, consequentemente garantindo seu retorno à elite do futebol paulista. Logo depois, o comandante do time, Alexandre Gallo, anunciou sua saída do clube pelas redes sociais, sem divulgar os motivos dessa decisão.
No dia 24 de outubro de 2020, o São Caetano sofreu a pior derrota de sua história ao ser goleado em casa por 9 a 0 pelo Pelotas, em partida válida pela Série D do Campeonato Brasileiro. Na ocasião, o time entrou em campo com vários jogadores das divisões de base, já que a maior parte dos atletas da equipe profissional entrou em greve devido ao não recebimento de salários atrasados, quase ocasionando uma derrota por W.O., mas que não evitou a goleada dentro das quatro linhas.
Depois disso, o Azulão nunca mais disputou qualquer competição a nível nacional, muito menos a elite do Paulistão, já que em 2021, em sua última participação na competição, o São Caetano teve uma participação fraca.
O São Caetano caiu para a Série A2 do Paulistão de 2022, fazendo uma das piores campanhas da história da Série A1.
Após uma tentativa frustrada de conseguiu o retorno à elite na Série A2 em 2022, no ano seguinte, em 2023, o clube sofreu um duro golpe. Com o elenco extremamente fraco, além de erros administrativos no decorrer do começo do ano, o Azulão brigou para não cair para a A3, chegando a última rodada da primeira fase com chances de evitar o rebaixamento, mas após uma derrota de 2 a 0 para o Linense, além de uma combinações de resultados, como a vitória do Monte Azul de 2 a 0 para o Lemense, o Azulão atingiu um dos seus piores momentos da história, caindo para a A3 de 2024.
Mas nada de tudo que o clube passou se comparou ao ano de 2024, com uma fraca campanha, o rebaixamento do clube para a Série A4 foi sacramentado pelo W.O. da Matonense contra o Rio Preto. Assim, o clube chegou ao pior momento de sua história.

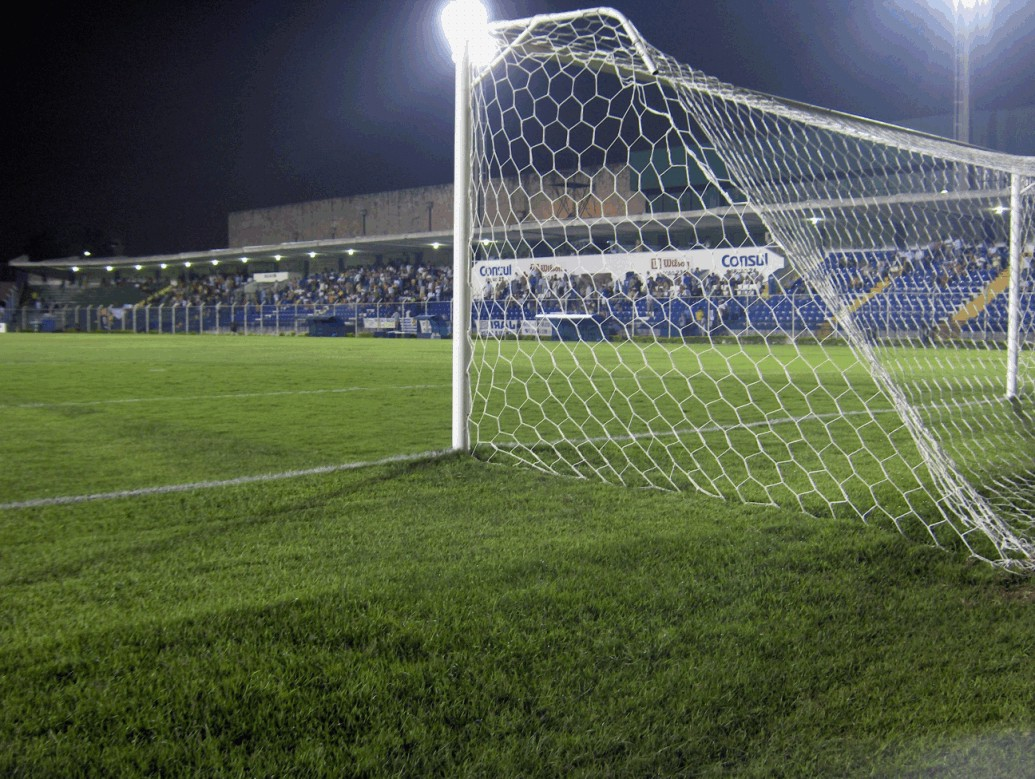
Estádio Anacleto Campanella.

## Estádio
Antigamente chamado de Estádio Municipal Lauro Gomes de Almeida, o Estádio Municipal Anacleto Campanella é um estádio de futebol da cidade de São Caetano do Sul, e é utilizado pelo São Caetano Futebol Clube. O nome é uma homenagem ao senhor Anacleto Campanella que foi prefeito da cidade durante as décadas de 1950 e 1960.
Em 1989 houve uma grande reforma no estádio, para poder ser usado pelo São Caetano, que estava começando a disputar campeonatos.
De novembro de 2007 a maio de 2008, passou por reformas estruturais, com isso ficou 6 meses sem jogos. Na reinauguração no dia 30 de maio de 2008, o São Caetano venceu o Vila Nova por 1–0 em jogo válido pela Série B do Campeonato Brasileiro.

## Títulos
| ESTADUAIS | ESTADUAIS                      | ESTADUAIS | ESTADUAIS         |
|           | Competição                     | Títulos   | Temporadas        |
| --------- | ------------------------------ | --------- | ----------------- |
|           | Campeonato Paulista            | 1         | 2004              |
|           | Copa Paulista                  | 1         | 2019              |
|           | Campeonato Paulista - Série A2 | 3         | 2000, 2017 e 2020 |
|           | Campeonato Paulista - Série A3 | 2         | 1991 e 1998       |

### Campanhas de destaque
| São Caetano Futebol Clube       | São Caetano Futebol Clube | São Caetano Futebol Clube | São Caetano Futebol Clube | São Caetano Futebol Clube |
| Competição                      | Campeão                   | Vice-campeão              | Terceiro colocado         | Quarto colocado           |
| ------------------------------- | ------------------------- | ------------------------- | ------------------------- | ------------------------- |
| Copa Libertadores da América    | 0 (não possui)            | 1 (2002)                  | 0 (não possui)            | 0 (não possui)            |
| Campeonato Brasileiro - Série A | 0 (não possui)            | 2 (2000 e 2001)           | 0 (não possui)            | 1 (2003)                  |
| Campeonato Brasileiro – Série C | 0 (não possui)            | 1 (1998)                  | 0 (não possui)            | 0 (não possui)            |
| Torneio Rio-São Paulo           | 0 (não possui)            | 0 (não possui)            | 0 (não possui)            | 1 (2002)                  |
| Campeonato Paulista             | 1 (2004)                  | 1 (2007)                  | 0 (não possui)            | 0 (não possui)            |
| Campeonato Paulista – Série A2  | 3 (2000, 2017 e 2020)     | 1 (1992)                  | 1 (1999)                  | 0 (não possui)            |
| Campeonato Paulista – Série A3  | 2 (1991 e 1998)           | 0 (não possui)            | 0 (não possui)            | 1 (1997)                  |
| Campeonato Paulista do Interior | 0 (não possui)            | 1 (2010)                  | 1 (2011)                  | 0 (não possui)            |
| Copa Paulista                   | 1 (2019)                  | 0 (não possui)            | 0 (não possui)            | 1 (2016)                  |

## Estatísticas

### Participações
|  | Participações em 2025 |

| Competição                 | Competição                      | Temporadas                     | Melhor campanha             | Estreia | Última | A | R |
| São Paulo                  | Campeonato Paulista             | 15                             | Campeão (2004)              | 1993    | 2021   |   | 4 |
| São Paulo                  | Série A2                        | 12                             | Campeão (2000, 2017 e 2020) | 1992    | 2023   | 3 | 2 |
| São Paulo                  | Série A3                        | 6                              | Campeão (1991 e 1998)       | 1991    | 2024   | 2 | 1 |
| São Paulo                  | Série A4                        | 1                              | 6º colocado (2025)          | 2025    | 2025   | – | – |
| São Paulo                  | Copa Paulista                   | 7                              | Campeão (2019)              | 2016    | 2025   |   |   |
| São Paulo                  | Campeonato Paulista do Interior | 2                              | Vice-campeão (2010)         | 2010    | 2011   |   |   |
| Rio de Janeiro · São Paulo | Torneio Rio-São Paulo           | 1                              | Semifinal (2002)            | 2002    | 2002   |   |   |
| Brasil                     | Campeonato Brasileiro           | 7                              | Vice-campeão (2000 e 2001)  | 2000    | 2006   |   | 1 |
| Brasil                     | Série B                         | 8                              | 5º colocado (2012)          | 1999    | 2013   | 1 | 1 |
| Brasil                     | Série C                         | 2                              | Vice-campeão (1998)         | 1998    | 2014   | 1 | 1 |
| Brasil                     | Série D                         | 3                              | 5º colocado (2015)          | 2015    | 2020   | – |   |
| Brasil                     | Copa do Brasil                  | 6                              | Quartas de final (2008)     | 2003    | 2018   |   |   |
|                            | Copa Libertadores da América    | 3                              | Vice-campeão (2002)         | 2001    | 2004   |   |   |
| Copa Sul-Americana         | 2                               | Oitavas de final (2003 e 2004) | 2003                        | 2004    |        |   |   |

## Uniformes
- 1º - Camisa azul com detalhes vermelhos, calção e meias azuis.
- 2º - Camisa branca com detalhes vermelhos, calção e meias brancas.

| 1º Uniforme | 2º Uniforme |  |

### Material esportivo e patrocinadores
| Material Esportivo - ProOnze: 1991–1995 - Mäser: 1996–1997 - Atem: 1998 - Vettor: 1998–1999 - Rhumell: 1999–2000 - Penalty: 2001–2003 - Wilson: 2004–2007 - Stadium Sports: 2008 - Champs: 2009 - Lupo: 2010–2011 - Wilson: 2012 - Lupo: 2012–2013 - Koontz: 2015–2016 - Kanxa: 2016–2018 - Sanka Sports: 2019 - Icone Sports: 2020–2021 - Sanka Sports: 2022 - Junpe Uniformes: 2023– | Patrocinadores - Consórcio Líder: 1990 - Casas Bahia: 1991–1994 - Consul: 1996–2009 - Universo Tintas: 2010–2015 - Acquissima: 2018–2019 - Giuliana Flores: 2018–2019 - TV Bank, Iron Bank 360, Energis 8 Brasil: 2020–2021 - Fictor, Berna, Personal Garage: 2022– |

Obs 1: Durante os anos 1990 o São Caetano teve diversos patrocinadores. Eles não estão listados por não haver fontes suficientes que forneçam os anos exatos de cada patrocinador.
Obs 2: Em 2014, o São Caetano não fechou contrato com nenhuma fornecedora de material esportivo.

## Rivalidade
| São Caetano x Santo André Jogos: 28 Vitórias do São Caetano: 9 Vitórias do Santo André: 7 Empates: 12 Gols do São Caetano: 27 Gols do Santo André: 27 | São Caetano x São Bernardo Jogos: 9 Vitórias do São Caetano: 3 Vitórias do São Bernardo: 2 Empates: 4 Gols do São Caetano: 15 Gols do São Bernardo: 13 |